# نيك وارنر
نيك وارنر (بالإنجليزية: Nick Warner) هو دبلوماسي أسترالي، ولد في 22 مايو 1950 في سنغافورة.